# Mathijs Lamberigts
Mathieu (Mathijs) Lamberigts (Kessenich, 1955) is gewoon hoogleraar aan de Faculteit Theologie en Religiewetenschappen Leuven en lid van de onderzoekseenheid Geschiedenis van kerk en theologie. 
In 1989 begon Lamberigts als academisch bibliothecaris aan de KU Leuven. In 2000 werd hij decaan van de Faculteit Theologie en Religiewetenschappen tot hij in 2008 werd opgevolgd door Lieven Boeve. Op 1 augustus 2014 werd hij terug decaan en bleef dat tot hij in 2018 werd opgevolgd door Johan De Tavernier.
Hij was o.a. lid van de werkgroep van het Fonds national de la recherche scientifique (FNRS) en president van het Curatorium Chair Augustinian Studies (Katholieke Theologische Universiteit Utrecht). Sinds 2009 is hij voorzitter van de International Advisory Committee voor de Excellenz Finanzierung (Universiteit van Freiburg), en lid van de Koninklijke Vlaamse Academie van België voor Wetenschappen en Kunsten. In het verleden was hij o.a. lid van de C4 Commissie van het Fonds voor Wetenschappelijk Onderzoek - Vlaanderen (1995-2005), van de Onderzoeksraad van de KU Leuven (1995-2000) en van de evaluatiecommissie DFG voor het Zentrum für Augustinusforschung (Julius Maximilians-Universiteit). Hij is voorzitter van de Vlaamse Erfgoedbibliotheken vzw (sinds 2022) en directeur van het Augustijns Historisch Instituut (KU Leuven). 
Hij was redactielid van o.a. Augustiniana, Corpus Christianorum. Series Latina, Ephemerides Theologicae Lovanienses, Louvain Studies, Louvain Theological and Pastoral Monographs, Recherches de Théologie et Philosophie médiévales, Revue d’Histoire ecclésiastique en Tijdschrift voor Theologie.

## Publicaties
- Het Concilie Vaticanum II 1962-1965  (Halewijn, 2015) met Leo Declerck
- Predikbroeders in woord en daad (Halewijn, 2016) met Anton Milh en Mark De Caluwe.
- 50 jaar bisdom Hasselt (Halewijn, 2017)

- Bibsys: 90592914
- Bibliothèque nationale de France: cb12168513h (data)
- CiNii: DA06729426
- Gemeinsame Normdatei: 139954155
- International Standard Name Identifier: 0000 0001 1644 8772
- Library of Congress Control Number: n92057827
- Nationale Bibliotheek van Tsjechië: uk2018978226
- Nationale Bibliotheek van Israël: 987007264280405171
- Nederlandse Thesaurus van Auteursnamen: 071587594
- Réseau des bibliothèques de Suisse occidentale: 02-A003491106
- Istituto Centrale per il Catalogo Unico: VEAV035968
- LIBRIS: 333810
- Système universitaire de documentation: 030223989
- Virtual International Authority File: 306424784
- WorldCat: E39PBJcC3mgvCjwHhfrB7Tdfbd